# لی جونگ-ووک (بازیکن بیسبال)
لی جونگ-ووک (انگلیسی: Lee Jong-wook؛ زادهٔ ۱۸ ژوئن ۱۹۸۰) بازیکن بیس‌بال اهل کره جنوبی است.